# SC Lotoha'apai
O Loto Ha’Apai, é um clube de futebol da localidade de Veitongo, distrito de Vaini, na ilha de Tongatapu, a principal de Tonga. É o maior campeão do campeonato nacional, com mais de vinte títulos.